# The Doctor (Cheap Trick)
The Doctor è il nono album in studio della rock band Cheap Trick, pubblicato nel 1986. Commercialmente fu un insuccesso. È l'ultimo lavoro con Jon Brant al basso. Per l'album successivo tornerà infatti, dopo sette anni, Tom Petersson.

## Tracce
1. It's Up to You - 3:50 - (R. Nielsen/R. Zander)
2. Rearview Mirror Romance - 4:33 - (R. Nielsen/R. Zander)
3. The Doctor - 4:03 - (R. Nielsen)
4. Are You Lonely Tonight - 3:47 - (R. Zander/R. Nielsen)
5. Name of the Game - 4:17 - (R. Nielsen/R. Zander)
6. Kiss Me Red - 3:37 - (R. Nielsen/B. Steinberg/T. Kelly)
7. Take Me to the Top - 4:01 - (R. Nielsen/R. Zander)
8. Good Girls Go to Heaven (Bad Girls Go Everywhere) - 3:21 - (R. Nielsen/R. Zander)
9. Man-U-Lip-U-Lator - 3:49 - (R. Nielsen/R. Zander/J. Brant)
10. It's Only Love - 4:45 - (R. Nielsen/R. Zander)

## Formazione
- Robin Zander - voce, chitarra ritmica
- Rick Nielsen - chitarre
- Bun E. Carlos - batteria
- Jon Brant - basso